# 우륵의 8곡 사자기
사자기(師子伎)는 악사(樂師) 성열현(省熱縣) 사람 우륵(于勒)의 12곡 가운데 제8곡명으로 유희적인 사자탈춤과 관련한 향가이다.

## 사자기(師子伎) 곡명의 원전사료
- 《삼국사기》에 우륵이 지은 12곡 가운데 8곡은 사자기(師子伎)[1]이다.

## 사자기(師子伎) 곡명의 지명설
- 사자기(師子伎)는 전중준명(田中俊明)은 삼지(三支) 합천군(陜川郡)[2]으로 비정했다.
- 일본인 전중준명(田中俊明)은 사자기(師子伎)는 사자탈춤의 기예가 명백함에도 불구하고 합천군(陜川郡)으로 비정한 것은  《일본서기》에 의거한 임나일본부(任那日本府)와 연관된 임나십국(任那十國)의 하나인 사이기국(斯二岐國)을 의령군 부림면에 토착하기 위하여 《삼국사기》원전에도 미상인 우륵의 12곡 가운데 이사(爾赦)와 공놀이의 유희적인 보기(寶伎)의 곡명까지 개입시켜 비정한 것으로 보인다.[3]

## 사자기(師子伎) 곡명과 관련한 산예(狻猊)
- 사자기(師子伎)는 음력 정월 보름날 사자탈을 쓰고 하는 민속놀이의 하나. 두 사람이 나무로 만든 사자탈을 뒤집어쓰고, 마을을 다니면서 곡식․금전 등을 얻어 들이는데, 이 금품은 마을을 위한 공공사업에 씀. 사자놀음. 사자놀이. 신라 진흥왕 때 우륵이 지었다고 전하는 가얏고 12곡 중의 하나.[4]라고 민속놀이의 사자탈춤으로 수록하였다.
- 사자기(師子伎)는 김동일(金東旭)은 개장(開場)의 액(厄)풀이 악(樂), 양주동(梁柱東)은 산예(狻猊)와 관계, 김태식(金泰植)은 산예(狻猊)와 비슷한 기악(伎樂)[5]으로 비정했다.
- 여덟번의 사자기는 신라의 산예와 같은 것으로서 사자 비슷한 가면을 쓰고 노는 사자춤에 쓰인 음악이라 풀이하고 있다.[6][7]
- 동도향악(東都鄕樂)에금환(金丸)․월전(月顚)․대면(對面)․속독(束毒)․산예(狻猊)의 다섯 가지 검무희(劍舞戱)가 있는데, 최치원(崔致遠)이 각각 오기 절구시(五伎絶句詩)를 지었다.

```
산예시(狻猊詩)에
,
만리 사막 먼먼 길 왔는데 遠涉流沙萬里來
털옷 다 헤어져서 먼지가 보인다. 毛衣破盡着塵埃
머리 흔들고 꼬리치며 어진 덕에 길들여졌으니 搖頭掉尾馴仁德
웅장한 기상은 어찌 뭇 짐승의 재주와 같을까? 雄氣寧同百獸才
[
8
]
```

- 최치원(崔致遠, 857∼?)은 신라말기의 인물로서 551년 진흥왕 때 5곡을 정악으로 채택한 시기와 차이가 있으나 향악으로 전승 발전한 것으로 판단된다.
- 우륵의 12곡 가운데 8곡 사자기(師子伎)는 사자탈춤을 추면서 부르는 유희 향가로 유추한다.[9]